# Lochinvar (Australia)
Lochinvar è una città del Nuovo Galles del Sud (Australia); essa si trova 11 chilometri a ovest di Maitland. Al censimento del 2016 contava 784 abitanti.
Vi si trova la casa-madre e generalizia di una congregazione di Suore di San Giuseppe.